# Makrokylindrus americanus
Makrokylindrus americanus är en kräftdjursart som beskrevs av Mihai Bacescu 1962. Makrokylindrus americanus ingår i släktet Makrokylindrus och familjen Diastylidae. Inga underarter finns listade i Catalogue of Life.